# マイティ・モーフィン・パワーレンジャーの登場モンスター (シーズン2)
マイティ・モーフィン・パワーレンジャーの登場モンスター（マイティ・モーフィン・パワーレンジャーのとうじょうモンスター）は、スーパー戦隊シリーズを海外向けにしたアメリカ合衆国の特撮テレビドラマ『マイティ・モーフィン・パワーレンジャー』のシーズン2（第61話から第112話まで）に登場する架空のモンスターの一覧である。
並び順は基本的に登場話数順。主に『五星戦隊ダイレンジャー』に登場するゴーマ怪人がベースとなっており、28体のゴーマ怪人の映像が流用され、そのうち9体はアメリカでの撮影にも参加している。シーズン1同様に本作品用に日本で製作されたモンスターも存在する。
シーズン2のモンスターはロード・ゼッドが器物や生物に魔法をかけて創り出し、リタ・レパルサとフィニスターの作ったモンスターを凌ぐ強さを持つ。倒されても元になった物体は無傷。ゼッドが投げた巨大化爆弾を受け取り、爆発させることで巨大化する。

## モンスターリスト
特記のないものに限り、声優は英語版・日本語版ともに再登場した際も同じ。
ピラニア・ヘッド(Pirantis Head)
- 声 - スコット・ページ＝パグター
- 吹替 - 藤原あかり
- 身長 - 8フィート4インチ。
- 体重 - 240ポンド

第61話 - 第63話・第98話に登場。
ロード・ゼッドが生み出した最初のモンスターであり、アマゾン川のピラニアから生み出された。人間を捕食するとされる。魚型のヌンチャクを武器とする。冷凍ビームを放ちダイノゾードを凍らせる。また、すべてのメカを操るビームを放ち、凍りつくことを逃れたティラノサウルス・ドラゴンゾードを操ってパワーレンジャーを襲う。レンジャーによってゾードが解放されると巨大化して暴れるが、強化されたメガサンダーゾードによって倒される。
第98話で再生モンスター軍団の一員として再登場するが、トミーによって倒される。
- 玩具 - 8インチのアクションフィギュアが1994年に発売された。
- マーベル・コミックス版『マイティ・モーフィン・パワーレンジャー』では第3話に登場する。

プリゴリラ(Primator)
- 声 - ポール・シュリアー（第64話）、リチャード・エプカー（第81話）
- 吹替 - 中嶋一成
- 身長 - 6フィート6インチ。
- 体重 - 300ポンド

第64話・第81話に登場。ザックのゴリラのスーツから生み出されたモンスター。目や手から光線が撃てる他に変身能力を持っているが、鏡に姿が写ると元に戻る。ビリーに変身してアルファ5を襲うが、ゼッドから雑魚を相手にするなと命令され、今度はザックに変身してキンバリーとトリニーを公園に誘い出しゴーレムに襲わせる。戦闘でもさまざまなレンジャーに変身しながら攻撃することでジェイソンたちを混乱させるが、弱点が発覚したため、巨大化する。矛を持ってメガサンダーゾード、ドラゴンゾードと戦い、サンダーサーベルを受けて倒される。
第81話では再生して登場するが、キンバリーに倒される。
- スーツはスノーモンスターに改造された。

ガラマンダー(Saliguana)
- 声 - ジョン・C・ハイク（第65話）、マイケル・ソリッチ（第74話）、ボブ・パーペンブルック（第101話 - 第103話）
- 吹替 - 三浦智子
- 身長 - 8フィート6インチ。
- 体重 - 280ポンド

第65話・第76話・第101話 - 第103話に登場。高校で飼育していたイグアナから生み出されたモンスター。口から炎を吐き、舌を伸ばして攻撃する。冷気が弱点でザックとビリーに冷凍ガスを受けて弱ったところをパワーブラスターを受けて巨大化する。舌を伸ばしてメガサンダーゾードを拘束するが、サンダーサーベルで舌を切断される。それでもレンジャーたちを挑発するも倒され、元のイグアナに戻る。
第76話ではトランペットマスターの幻影として登場。
第101話ではフィニスターによって再生、巨大化してサンダーゾードと戦い倒される。
- スーツはパワーレンジャー・ジオのトライターに改造された。

フラワーバスター(Bloom of Doom)
- 声 - アレックス・ボースタイン
- 吹替 - 山川亜弥

第66話に登場。ゼッドが生み出したモンスター。腕の蔓は鞭、そして相手を拘束する武器として使う。毒花粉を放つこともできる。ゼッドの術により、チームから孤立していたキンバリーを異次元に拉致して襲うが、助けに現れたトリニーによってキンバリーの術は解け異次元からも脱出され、パワーブラスターを受けて倒される。

ロボゴート(Robogoat)
- 声 - スティーブ・クレイマー
- 吹替 - 藤原あかり

第67話・第81話・第101話 - 第103話・第142話に登場。 絵本の絵から実体化したモンスター。超音波と超電磁波を武器とする。トミーを操ってパワーソードを奪い、用済みになったトミーを始末しようとしたところで、駆けつけた他のレンジャーたちと戦闘になる。パワーソードで戦闘を有利に運ぶが、テレポート装置により武器を奪回される。巨大化して戦うが、武器であるスティックを破壊され、もう一つの武器である手から発する光線でゾードを追い詰めるも、サンダーサーベルによって倒される。
第81話では墓暴きのパーティーの参加者として再生するが、キンバリーに倒される。第101話ではフィニスターによって再生、巨大化してサンダーゾードと戦い倒される。
玩具 - 5.5インチのアクションフィギュアが発売された。
オクトファントム(Octophantom)
- スーツアクター - エリザベス・フィス
- 声 - エディ・フライアーソン
- 吹替 - 中嶋一成

第68話に登場。ゼッドの生み出したタコとゾウの合成モンスター。ナルシストで鏡を見ると自分の姿に見とれ、顔を攻撃されることを嫌う。目から出す破壊光線や手から出す相手を吸い寄せる光線を武器とするほかに、壷の中に相手を閉じ込めパワーを奪うことができる。それによりトミーのパワーを奪い、他のレンジャーの力も奪うため、平和記念碑を狙う作戦を行ってレンジャーたちを誘い出し、キンバリー、ザック、トリニーの力も奪う。助けに来たジェイソンと戦闘になるが、鏡に見とれている間にビリーによって捕まったレンジャーたちは解放される。巨大化して戦うも、結局は倒される。
第116話ではフィニスターによって再生。リトや他のモンスターとともにサンダーゾードと戦い、これを破壊することに成功する。
『パワーレンジャー・イン・スペース』の第42話ではリタとゼッドとともにバイカ星を襲う。
クワッチビートル(Stag Beetle)
- スーツアクター - エリザベス・フィス
- 声 - ウェンディー・リー
- 吹替 - 松井紀子

第69話・第77話・第116話に登場。ストーンキャニオン高校のマークから生まれたモンスター。トミーの力を吸収して角から放ち、5人のレンジャーを圧倒するが、パワー変換機によってパワーはトミーの元に戻り、通常の強さに戻ったところをパワーブラスターで倒され、ゼッドの魔力で蘇り巨大化。サンダーサーベルで角を折られたのち、倒される。
第76話では幻影として登場。
第116話ではフィニスターによって再生。リトと共にサンダーゾードど戦い、これを破壊することに成功する。
『パワーレンジャー・イン・スペース』の第42話ではマシン・エンパイアの軍勢の1人として登場。
玩具 - 5.5インチのアクションフィギュアが発売された。

ビーナレオン(Invenusable Flytrap)
- スーツアクター - エリザベス・フィス
- 声 - リチャード・エプカー（第100話 - 103話）
- 吹替 - 山川亜弥

第70話・第81話・第100話 - 第103話・第142話に登場。 食虫植物から生み出されたビーナスアイランドの主で、自らを無敵と称する。他者を縮小して体内に取り込む光線を発射する能力を持ち（取り込まれた者は脱出すれば元のサイズに戻る）、トリニーとトミーを除くレンジャーを取り込み、人質としてグリーンパワーを差し出させようと企むが、弱点が熱であることが判明。体内のレンジャーたちに攻撃され彼らを吐き出したのち、パワーブラスターを受けて倒される。
第81話では墓暴きのパーティーの参加者として再生するが、すぐに倒される。
第100話で時の岩を守るために再生するが、アダムによって倒される。
第101話でも再生モンスターとして登場。ゼッドとリタの結婚式に出席するが、サンダーゾードとは戦わない。

ミンギター(Guitardo)
- 声 - トニー・オリバー
- 吹替 - 三浦智子

第71話に登場。キンバリーのギターとセミが合体したモンスター。宇宙一のロッカーを自称する。ギターから放つ重力波が武器。トミーとキンバリーを除くレンジャーの動きを封じたのち、遊園地に現れてトミーと戦う。ギターの音に他の音が被ると魔法が使えないということが判明。キンバリーのパワーボウをハーブとして使う攻撃を受けたのち、ドラゴンダガーを矢として使ったパワーボウを受けて倒される。
『パワーレンジャー・イン・スペース』の第42話では、ディバトックスの軍勢の1人として登場。

ターバンシェル(TurbanShell)
- 声 - バーバラ・グッドソン
- 吹替 - 大山昇

第72話 - 第73話に登場。キンバリーが見つけた貝殻から生まれたモンスター。杖と眼から放つ破壊光線が武器で、体を貝殻の中に収納しての体当たりも使う。ダークレンジャーを誕生させるためにトミーの力を奪う目的で生み出される。初陣においてはサンダーゾードとドラゴンゾードを圧倒するが、エネルギー切れのために退却。今度はトミーを悪の世界に拉致し、パワーを奪う。変身できなくなったトミーを追いかけるが、ゼッドの命令によりその役目をゴルダーに譲って退却。再び巨大化して暴れるが、パワーを回復したトミーの策により体内から攻撃されて全身が熱せられたのち、ザックによって全身を冷やされて弱ったところをサンダーゾードによって倒される。

キングトロフィー(Pipebrain)
- 原作での名称 - 紐男爵
- 声 - ブラッド・オーチャード
- 吹替 - 荻原秀樹

第74話に登場。格闘大会のトロフィーから生まれたモンスター。キャンドルの力によってパワーレンジャーの力を奪っている間にジェイソンを滅ぼすために送り込まれる。管のような部分を伸ばし、縛った相手に電流を流して攻撃する。巨大戦では攻撃を受けた後に死んだふりをしてジェイソンを騙して攻撃するが倒され、トロフィーに戻る。

ミラークル(Mirror Maniac)
- 原作での名称 - 鏡化粧師
- 吹替 - 村井厚之

第75話に登場。キンバリーを自らの妃にしようとする作戦が失敗したゼッドが街を破壊するために送りこむモンスター。鏡からの光線で街を破壊しようとする活動をパワーレンジャーに阻止されたため、彼らを生け捕りにしようとするが失敗。ゴーレムがすべて倒されたために巨大化する。攻撃を全く受けていないにもかかわらず、胸の鏡は割れている。腕からビームを出してメガサンダーゾードを攻撃するが、まったく通用せずに倒される。
- SNES用ゲーム『Mighty Morphin Power Rangers The Movie』ではステージ1のボスキャラクターとして登場。

トランペットマスター(Trumpet Top)
- 原作での名称 - 豆腐仙人
- 声 - デイヴ・マロウ
- 吹替 - 杉山紀彰

第76話に登場。ザックのおじの形見のトランペットから生まれたモンスター。頭部のトランペットの演奏を聞いた相手に幻覚を見せる力があり、レンジャーたちを幻影モンスターと戦わせ、パワーレンジャーが疲れ切ったところを倒そうとするが、幻影が破られたことで巨大化する。口から炎を吐いてサンダーゾードを怯ませ、サンダーサーベルを奪って攻撃するが、サーベルの自己防衛機能によって奪い返された直後に倒される。

ニムロデ(Nimrod the Scarlet Sentinel)
- 原作での名称 - 指輪官女
- 声 - ブライアン・シッダール
- 吹替 - 荒井静香

第77 - 78話に登場。公園の拳のオブジェから生み出されたモンスター。本来は生まれるまでには時間が必要であったが、短気なゼッドにより準備途中で強制的に誕生してパワーレンジャーを襲う。棍棒が武器で、全身から強力な電流を放つ。巨大化した際には分身であるAC・DCを生み出して戦う。一度はサンダーゾードを退けるほどの実力者。その後は産業センターを攻撃し、ホワイトタイガーゾードと戦う。それも追い詰めるが、他のサンダーゾードの修復が終わり、メガホワイトタイガーゾードに合体したため、形勢が逆転して倒される。
- 資料によってはニムロデ・ボルトと表記されている
- GENESIS用ゲーム『Mighty Morphin Power Rangers The Movie』ではセンチネル・リングの名称で、ステージ3のボスキャラクターとして登場。

アンペア(AC&DC)
- 原作での名称 - イヤリング官女（AC）、ネックレス官女（DC）
- 吹替 - 田尻ひろゆき（AC）、中嶋一成（DC）

第77 - 78話に登場。ニムロデの分身で、必要に応じて生み出される。剣が武器でニムロデ同様に電流も放つ。初戦ではニムロデとともにメガサンダーゾードを退ける。その後ホワイトタイガーゾードを追い詰めるものの、メガホワイトタイガーゾードには敵わずニムロデともども倒される。
- GENESIS用ゲーム『Mighty Morphin Power Rangers The Movie』ではACはセンチネル・イヤリング、DCはセンチネル・ネックレスの名称で、ステージ3のボスキャラクターとして登場。

パースヘッド(Pursehead)
- 原作での名称 - ガマグチ法師
- 吹替 - 村井厚之

第79話に登場。キンバリーの母親のバッグから生まれたモンスター。キンバリーとトミーのデートを妨害するために送り込まれる。ハンマーやバッグの内部にあった物を武器として使う。鏡から光線を発射して相手の動きを止めることができる。2人を襲って動きを止め、助けに現れたザックまで止めるが、ビリーの装置により3人は元に戻る。キンバリーたちがジェイソンの援護に向かったため、残ったトミーと戦い、彼を魔法のデンタルフロスの力で追い詰めるが、トミーのキックにより敗北。ホワイトレンジャーを称えながら元のバッグに戻る。
レディリップ(Lipsyncher)
- 原作での名称 - 口紅歌姫
- 声 - アレックス・ボースタイン
- 吹替 - 山川亜弥

第79話に登場。トリニーの口紅から生まれたモンスター。大刀が武器であり、口から音波を吐く。ジェイソンと戦い、顔に傷を付けられたことに怒る。巨大化したあともレッドドラゴンゾードを圧倒するが、パースヘッドの魔力から解放された他のレンジャーたちが駆けつけ、合体したサンダーゾード・アサルトチームによって倒される。
- SNES用ゲーム『Mighty Morphin Power Rangers: The Fighting Edition』では操作可能キャラクターとして登場。

マグネットブレイン(Magnet Brain)
- 原作での名称 - 磁石神父
- 声 - マイケル・ソリッチ
- 吹替 - 中嶋一成

第80話に登場。ビリーの磁気計測器から生まれたモンスター。磁力を操る力を持つ。地球の磁場を破壊するために送り込まれた。機械を暴走させることができ、ブレードブラスターを暴発させる。しかし、ゴーレムが全て倒され、パワーブラスターを受けたために巨大化。杖の先端の巨大なマグネットを使ってサンダーゾードを苦しめるが、結局はサンダーサーベルによって倒される。
- SNES用ゲーム『Mighty Morphin Power Rangers The Movie』ではステージ4のボスキャラクターとして登場。

キーモンスター(Key Monster)
- 原作での名称 - 鍵道化師
- 吹替 - 村井厚之

第81話に登場。暗黒空間の門の門番。拉致したトミーが脱出できないように門に鍵を掛けるが、門の鍵が分からなかったので頭部の巨大なマスターキーを使って鍵を閉める。
ドゥームストーン(Doomstone)
- 原作での名称 - 墓石社長
- 声 - トム・ワイナー
- 吹替 - 杉山紀彰

第81話に登場。再生モンスターの指揮を執るモンスター。暗黒空間に拉致したトミーのモーファーを奪う。キンバリーによってモーファーを奪回されたあとは戦闘には参加せず、再生モンスターたちを呼び出すことに専念する。
- 資料によっては墓石型のモンスターと表記されている。

ブローブロッサム(Terror Blossom)
- 原作での名称 - サクラ子爵
- 吹替 - 村井厚之

第83話 - 第84話に登場。花から生み出され、花びらで相手を凍らせるモンスター。自らの種をばら撒き、自分の同種を無限に誕生させんとする。作戦の時間稼ぎとしてハチャソーラスを復活させる。ハチャソーラスが倒されると姿を現し、ジェイソン・ザック・トリニーと戦い、彼らを凍らせる。しかし、装置により3人は元に戻ったために巨大化。巨大化した際に「（パワーレンジャーに）バラ色の未来はない」と強がるが、ジェイソンに「お前はサクラだ」と言われる。その後にサンダーサーベルによって倒される。

ピースシンボル(Four Head)
- 原作での名称 - 合体四天王
- 吹替 - 中嶋一星

第85話に登場。エンジェルグローブ芸術部が制作した平和の像から生み出されたモンスター。誕生直後にパワーブラスターを受けて巨大化。先端から光線を出す尺丈でメガタイガーゾードの攻撃を跳ね返すなど、能力は高い。サンダーウルトラゾードには敵わず、潰されて倒される。

ビームキャスター(Beamcaster)
- 原作での名称 - 早口旅ガラス
- 声 - デイヴ・マロウ
- 吹替 - 田尻ひろゆき

第86話に登場。エネルギーメーターと釣竿から生まれたモンスター。武器である剣から他者を操るゼッドウェーブを放ち、全ての地球人を操ろうとする。ラジオDJのような口調で話す。柿型のリンゴ爆弾とカエル爆弾、光線を出す釣竿を武器とする。パワーレンジャーをも洗脳するが、ロッキーたちの活躍により洗脳は解かれ、戦闘になる。爆弾を投げ返され、パワーブラスターを受けた彼は早口言葉を話しながら爆発し、洗脳された者たちも元に戻る。
- ゲームギア用ゲーム『Mighty Morphin Power Rangers The Movie』ではステージ1のボスキャラクターとして登場。

シルバー・ホーン(Silver Horns)
- 原作での名称 - イカヅチ
- 吹替 - 田尻ひろゆき

第88話・第93話に登場。ヘドロから生みだされたモンスター。アトランティス星から帰還したレンジャーたちと戦う。全身から電撃を発する。巨大化してレッドドラゴンゾードと戦い、その攻撃をものともしなかったが、サンダーウルトラゾードの攻撃には耐えられずに倒される。
第93話ではテレビ番組内の映像として登場。
- スーツはリペレトーに改造された。
- SNES用ゲーム『Mighty Morphin Power Rangers The Movie』ではステージ5のボスキャラクターとして登場。
- SNES用ゲーム『Mighty Morphin Power Rangers: The Fighting Edition』では操作可能キャラクターとして登場。
- 玩具 - 3.5インチの非可動フィギュアが1994年に発売された

ハイエナデビル(Skelerena)
- 原作での名称 - 餓狼鬼
- 声 - トム・ファーン
- 吹替 - 松井紀子

第90話に登場。動物図鑑のハイエナのページから生み出されたモンスター。性格は自信家。少女に襲い掛かろうとし、6人そろったレンジャーたちに向かっていくが、パワーキャノンで倒される。
- 玩具 - 3.5インチの非可動フィギュアが1994年に発売された
- SNES用ゲーム『Mighty Morphin Power Rangers The Movie』ではステージ3のボスキャラクターとして登場。

カレイドスコープ(Scatterbrain)
- 原作での名称 - 万華鏡伯爵
- 吹替 - 齋藤龍吾

第91話に登場。アダムの万華鏡から生み出されたモンスター。剣が武器で、人間の記憶を消す光線を放つ。手始めにトミー・ビリー・キンバリーの記憶を消す。失われた記憶は光線プリズムで反射させると元に戻る。プリズムを使って記憶を復活させようとしたアダム・ロッキー・アイーシャの記憶まで消す。彼らを月に拉致しようとするが、彼らの正体を知ったバルクとスカルの活躍により失敗。巨大化して記憶を取り戻したレンジャーたちが操縦するサンダーゾードによって倒される。

パチンコヘッド(Pachinko Head)
- 原作での名称 - パチンコ大名人
- 吹替 - 村井厚之

第92話に登場。ロッキーをパチンコ中毒にするように魔術をかけられたパチンコから生み出されたモンスター。遊び好きで、目から破壊光線を出せる以外にも手から発射する光球を当て、他者を変化させた人物の顔マーク付きのボールに変える力を持つ。パチンコ中毒になったため彼を見てはしゃぐロッキーと彼を倒そうとするアダム・アイーシャ・ザック・キンバリーをボールにし、巨大化してトミーと対決するが、復元装置により元に戻った他のレンジャーたちが駆けつけ、メガサンダーゾードに倒される。
ショウビズモンスター(Showbiz Monster)
- 原作での名称 - メディア魔術師
- 吹替 - 三浦智子

第93話に登場。テレビ局のテレビカメラから生まれたモンスター。戦闘の際にはテレビ撮影をしているかのような行動を取る。ゴーレムが倒されると巨大化し、サーベルを持ってサンダーゾードと戦い倒される。
ファイヤーキング(Flame Head)
- 原作での名称 - 陽炎頭巾
- 吹替 - 松井紀子

第94話に登場。ゼッドが生み出したモンスター。白馬に乗り、口から炎を吹く。マスクの下には凶悪な素顔が隠されている。レンジャーたちに対し、降伏しなければエンジェルグローブを焼き尽くすと脅迫する。剣を使って地面に爆発を起こす技を持つ。その技をバリヤーで防がれると巨大化するが、サンダーゾードに倒される。

グレードキャノン(Cannontop)
- 原作での名称 - 大筒軍曹
- 声 - ジョン・C・ハイク
- 吹替 - 大山昇

第95話に登場。ビリーの大砲のミニチュアから生み出されたモンスター。この時点で生み出されたモンスターの中では最強の力を持つ。全身が火器の塊で、当たった者を異次元に送る弾を発射する。パワーブラスターで倒され、巨大化して戦うが、メガホワイトタイガーゾードに倒される。
- SNES用ゲーム『Mighty Morphin Power Rangers The Movie』ではステージ2のボスキャラクターとして登場。

ウエルド(Weldo)
- 原作での名称 - 歌舞伎ロボット
- 声 - エディ・フライアーソン
- 吹替 - 荻原秀樹

第96話に登場。ブッカラを拉致するためにビリーの研究室を襲うモンスター。左目から光線を出す。「ブッカラを渡さなければ研究室を破壊する、渡しても破壊する」と彼らを脅迫する。ビリーのブレードブラスターで倒される。
悪のブッカラ(Evil Bookala)
- 原作での名称 - 歌舞伎小僧
- 吹替 - 杉山紀彰

第96話に登場。ブッカラの人形から生まれたモンスター。ブッカラの姿でレンジャーたちを惑わせようとするが、偽物であることが露呈したために巨大化。舌を伸ばしてメガサンダーゾードを捕縛するが、舌を切り落とされ、サンダーサーベルを受けて倒される。
- 撮影後、スーツはサバン・エンターテイメントの撮影所の入り口に展示された。

ノコギリモンスター(Jaws of Destruction)
- 原作での名称 - ノコギリ大僧正
- 声 - チャック・コヴァチッチ
- 吹替 - 川中子雅人

第93話・第97話に登場。に登場。高校の備品であるのこぎりから生まれたモンスター。過去のどのモンスターよりも強力であるとされる。巨大なのこぎりを武器とする。しかし、巨大化してサンダーゾードにのこぎりを破壊されると、何もできずに倒される。
第93話ではテレビ番組内の映像として登場。
- ゲームギア用ゲーム『Mighty Morphin Power Rangers The Movie』ではステージ3のボスキャラクターとして登場。

チューブモンスター(Tube Monster)
- 原作での名称 - 新紐男爵
- 声 - ブラッド・オーチャード
- 吹替 - 中嶋一星

第98話に登場。バルクとスカルの使っていた浮き輪から生まれたモンスター。ザリガニモンスター率いる再生モンスター軍団がパワーレンジャーと戦っている間に巨大化し、街を襲って破壊しようとするが、トミーを除くレンジャーがサンダーゾードに乗って駆けつけたために戦闘になり倒される。
フォトメーア(Photomare)
- 原作での名称 - コピー女帝
- 吹替 - 荻原秀樹

第99話に登場。ポラロイドカメラから生まれたモンスター。レンズで写した物を写真に閉じ込める力を持つ。その力を使ってゼッドの魔力で子供になったレンジャーたちを写真に変え、その写真を燃やそうと企む。しかし、アルファの活躍により写真になったレンジャーたちは写真から解放され、元の年齢に戻る。巨大化してゾードと戦い、レッドドラゴンの偽物を生み出すなどの術を使うが、サンダーサーベルによってコピーゾードともども倒される。
コピーゾード
- 原作での名称 - にせ龍星王

第100話に登場。フォトメイアモンスターが生み出したレッドドラゴンサンダーゾードのコピー。フォトメイアモンスターと共にサンダーゾードと戦い倒される。
ゴースト・オブ・ダークネス
第104話に登場。リタの知人である魔術師。リタにトミーを狙うように助言する。
ウィザード・ディセプション(Wizard of Deception)
- 声 - トニー・オリバー

第104話 - 第106話に登場。ゾードンの仇敵である魔術師で、目から催眠光線を出したり、破壊光線を発射する機能や物体を改造する機能付きの魔法の杖を持つ。ゴースト・オブ・ダークネスの助言に基づき、トミーを狙うためにリタが呼び出す。最初はバルクとスカルを操ってトミーの髪の毛を手に入れようとするが、無理だとわかるとゴーレムに髪の毛を手に入れさせる。それを使って偽トミーを生み出すと邪魔な他のレンジャーを過去の世界に送る。偽トミーが本物を気絶させると残りのレンジャーを始末するために過去に行き、ラットモンスターを生み出して暴れさせたのち、再び現代に戻るが、トミーによって魔法の杖を奪われ、倒される。
偽トミー
- 演 - ジェイソン・デビッド・フランク

第104話 - 第106話に登場。トミーの髪の毛から生み出されたクローン。ドラゴンのパワーコインを渡され、悪のグリーレンジャーとなる。実力は本物と互角。本物のトミーと戦い、彼を気絶させるとコマンドセンターに侵入し、保管されていたドラゴンダガーを盗み出してドラゴンゾードを呼び出して、サンダーゾードと戦わせる。しかし、ウィザード・ディセプションが倒されると正義の心を取り戻し、戦いを止めて過去の世界に飛び、ラットモンスターを倒す。その後はひとりの人間、トム・オリバーとして過去の世界で暮らすこととなる。
ラットモンスター(Rat Monsters)
第105話 - 第106話に登場。ウィザード・ディセプションがネズミを怪物化させたモンスター。計3体が登場し、過去の世界で人々を襲うが、未来からやって来た2人のトミーにより倒されると、元のネズミに戻る。
- 劇中に名称は登場しない。
- スーツは『パワーレンジャー 映画版』用に制作されたラットクリーチャーの流用。

スノーモンスター(The Snow Monster)
第107話に登場。 絵本の世界に住んでいる雪男で、岩を投げて攻撃する。自分のテリトリーに侵入したキンバリー、トミー、ロッキーを襲うが、雪崩に巻き込まれて自滅する。
- 劇中に名称は登場しない。
- スーツはプリゴリラの改造。

ターキー・ジャーク(Turkey Jerk)
第108話に登場。バルクとスカルがパワーレンジャーの正体を調べるために作ったモンスターをゼッドが利用する。手に持った棒から光線を出す。バルクたちを親だと認識しており、彼らの目的であるレンジャーの正体を知ることに協力するためにビリー・アダム・アイーシャと戦うが、パワーキャノンですぐに倒される。
- スーツはチキンモンスターの改造。

モンド・ザ・マジシャン(Mondo the Magician)
- 原作での名称 - シャダム
- 声 - マイク・レイノルズ

第108話に登場。絵本の世界の悪の魔術師でリタの旧友。巨大な剣と自在に発生できる光の矢を武器とする。トミーたちに絵本の世界から脱出する方法を知られたため、リタの力によって実体化。巨大化して暴れるがサンダーゾードによって倒される。
ニードルノーズ(Needlenose)
- 原作での名称 - サボテン将軍

第109話 - 第110話に登場。トミーのサボテンから生まれたモンスターで、武器はサボテン型の爆弾。配下のZゴーレムはカウボーイの格好をしている。ゴルダーとともに時間を越え、1880年に飛び、過去の世界で暴れるが、その時代に飛ばされていたキンバリーとレンジャーたちの先祖が変身したパワーレンジャーによって失敗。元の時代に戻って巨大化するが、現代のパワーレンジャーの操縦するメガホワイトタイガーゾードによって倒される。
偽ビリー/偽ブルーレンジャー
- 演 - デビッド・ヨースト

第112話に登場。彫像から生み出されたビリーの偽物。パワーモーファーを盗むために送り込まれるが、本物の活躍により失敗。偽ブルーレンジャーに変身して戦うが、パワーレンジャーの敵ではなくブレードブラスターの一撃を受けて倒される。
ベース・フェイス(Vase Face)
- 原作での名称 - ハニワ腹話術師（本体）
- 声 - ブライアン・シッダール

第112話に登場。トミーの作った花瓶から生み出されたモンスター。サーベルが武器で、目から光線を出す。偽ビリーが倒されると巨大化。糸状の粘土でサンダーゾードを拘束するが、ホワイトタイガーゾードによりサンダーゾードは拘束を解かれ、自由になったサンダーゾードにより倒される。
パイサー(Pythor)
玩具のみのモンスター。
- 玩具 - 5.5インチのアクションフィギュアが発売された。